# 北の嵐山
北の嵐山（きたのあらしやま）（工芸･庭園･茶房〜四季折々の里物語）は、北海道旭川市旭岡（あさひがおか）一帯の愛称名。旭川市内を一望できる嵐山（本名は弓なり山）の麓にあることからその愛称がついていた。明治時代の開拓当時に行われた煉瓦づくりに起源があるとされている。
陶器は雪や氷などをイメージした北国らしい作風に大きな特徴がある。陶器だけではなく、木製品・染色工房・ガラス工房・ギャラリーや喫茶店などが点在していて、一帯はお洒落で落ち着いた雰囲気が漂っている。
住宅地は木が多く、軽井沢町の別荘地や湯布院のような佇まいである。
2010年（平成22年）8月4日に嵐山陶芸の里から改称した。

## 工房・ギャラリー・喫茶店
- 大雪窯
- 渓雪窯
- ゆかり陶房
- 千尋窯
- 淳工房 （ガラス）
- 染あとりえ草創
- クラフト ブラウンボックス
- ゴローソ （イタリア料理）
- 遠州流茶道  成名庵
- いってつ庵 （ラーメン）
- CAFE TO'TTO

下記は冬期休業
- 北の嵐山 梅鳳堂
- カモミール（喫茶）
- オ ランジェリー （喫茶）
- フランボワーズ（アンティーク）
- ポッタ （陶芸）

## その他
- 毎年7月には、ギャラリーウォークが開催される。
- 最近は、個人宅のオープンガーデンが人気。観光バスも訪れる。